# Plaza del Pueblo Gitano
La plaza del Pueblo Gitano es un espacio público ubicado en el barrio de Campoamor de la ciudad de Alicante (España). Inaugurada en diciembre de 2024, esta plaza rinde homenaje a la comunidad gitana por su contribución histórica, cultural y social a la ciudad.

## Historia
La plaza fue inaugurada el 11 de diciembre de 2024 por el alcalde de Alicante, Luis Barcala, en un acto que contó con la presencia de representantes municipales, asociaciones gitanas y entidades locales. La creación de este espacio fue una iniciativa conjunta del equipo de gobierno del Partido Popular y el grupo municipal de Vox, aprobada en pleno municipal en la primavera de 2024. La plaza se encuentra en la calle Marco Oliver, entre la avenida de Alcoy y el estadio José Rico Pérez.
Durante la inauguración, el alcalde destacó que «Alicante apuesta y seguirá apostando por la integración absoluta de la comunidad gitana, por la mutua comprensión, el respeto entre todos y, en definitiva, por el enriquecimiento que hemos obtenido a lo largo del tiempo de este intercambio cultural».
La inauguración de la plaza del Pueblo Gitano se enmarcó en las celebraciones del 600 aniversario de la llegada del pueblo gitano a España, que se conmemoró en 2025. La concejala de Atención Ciudadana y Comercio, Lidia López, subrayó los lazos afectivos, históricos y culturales entre la ciudad de Alicante y el pueblo gitano, destacando que la provincia contaba con una de las mayores comunidades gitanas del país.